# Wydział Teologiczny Uniwersytetu Śląskiego
Wydział Teologiczny Uniwersytetu Śląskiego w Katowicach – jednostka organizacyjna Uniwersytetu Śląskiego w Katowicach. Ma siedzibę przy ul. Henryka Jordana w Katowicach, sąsiadującą przez ul. Wita Stwosza z archikatedrą Chrystusa Króla.

## Historia
Wydział powstał w listopadzie 2000. Rektor Uniwersytetu Śląskiego w Katowicach prof. dr hab. Tadeusz Sławek w marcu 1999 roku podpisał porozumienie z abp. Metropolitą Katowickim dr. Damianem Zimoniem. Kongregacja ds. Wychowania Katolickiego, dekretem z dnia 9 sierpnia 2000 roku, na mocy władzy powierzonej przez papieża Jana Pawła II, erygowała kanonicznie Kościelny Wydział Teologiczny Uniwersytetu Śląskiego.
Prace nad projektem siedziby Wydziału rozpoczęto pod koniec 1999. Prace budowlane rozpoczęły się w lutym 2002. Ważną datą w działaniach budowlanych jest 17 kwietnia 2003, kiedy abp Damian Zimoń wraz z Rektorem UŚ prof. Januszem Janeczkiem wmurował kamień węgielny.
Od 27 maja 2002 Wydział Teologiczny ma prawo do nadawania stopnia naukowego doktora nauk teologicznych. W 2009 wydział otrzymał prawo nadawania stopnia doktora habilitowanego.

## Kierunki kształcenia
Dostępne kierunki:
- Nauki o rodzinie (studia I i II stopnia)
- Teologia (studia jednolite magisterskie)

## Poczet dziekanów
1. ks. prof. dr hab. Wincenty Myszor (2000–2008)
2. ks. dr hab. Andrzej Żądło, prof. UŚ (2008–2012)
3. ks. dr hab. Antoni Bartoszek, prof. UŚ (2012–2020)
4. ks. dr hab. Jacek Kempa, prof. UŚ (od 2020)

## Władze Wydziału
W kadencji 2020–2024:
| Stanowisko                                                           | Imię i nazwisko                   |
| -------------------------------------------------------------------- | --------------------------------- |
| Wielki Kanclerz                                                      | ks. abp dr Adrian Galbas          |
| Dziekan                                                              | ks. dr hab. Jacek Kempa, prof. UŚ |
| Prodziekan ds. kształcenia i studentów                               | ks. dr Wojciech Surmiak           |
| Prodziekan ds. badań naukowych Dyrektor Instytutu Nauk Teologicznych | ks. prof. dr hab. Leszek Szewczyk |

## Budynek
Architektami budynku byli: mgr inż. arch. Jerzy Stysiał i mgr inż. arch. Henryk Wilkosz. Jego powierzchnia całkowita wynosi 16796 m². W części podziemnej mieści się parking o powierzchni 4921 m², który posiada 150 miejsc parkingowych. Gmach uczelni może pomieścić około 700 studentów. W auli głównej jest miejsce dla 200 osób. Systemy instalacyjne nadzoruje BMS – komputer centralny. Dzięki systemowi multimedialnemu możliwy jest jednoczesny udział w wykładzie prowadzonym w auli głównej i sali wykładowej. Budynek przystosowany jest do potrzeb osób niepełnosprawnych, posiada trzy windy, a przestronne korytarze ułatwiają poruszanie się po obiekcie.